# 日本大学薬学部・大学院薬学研究科

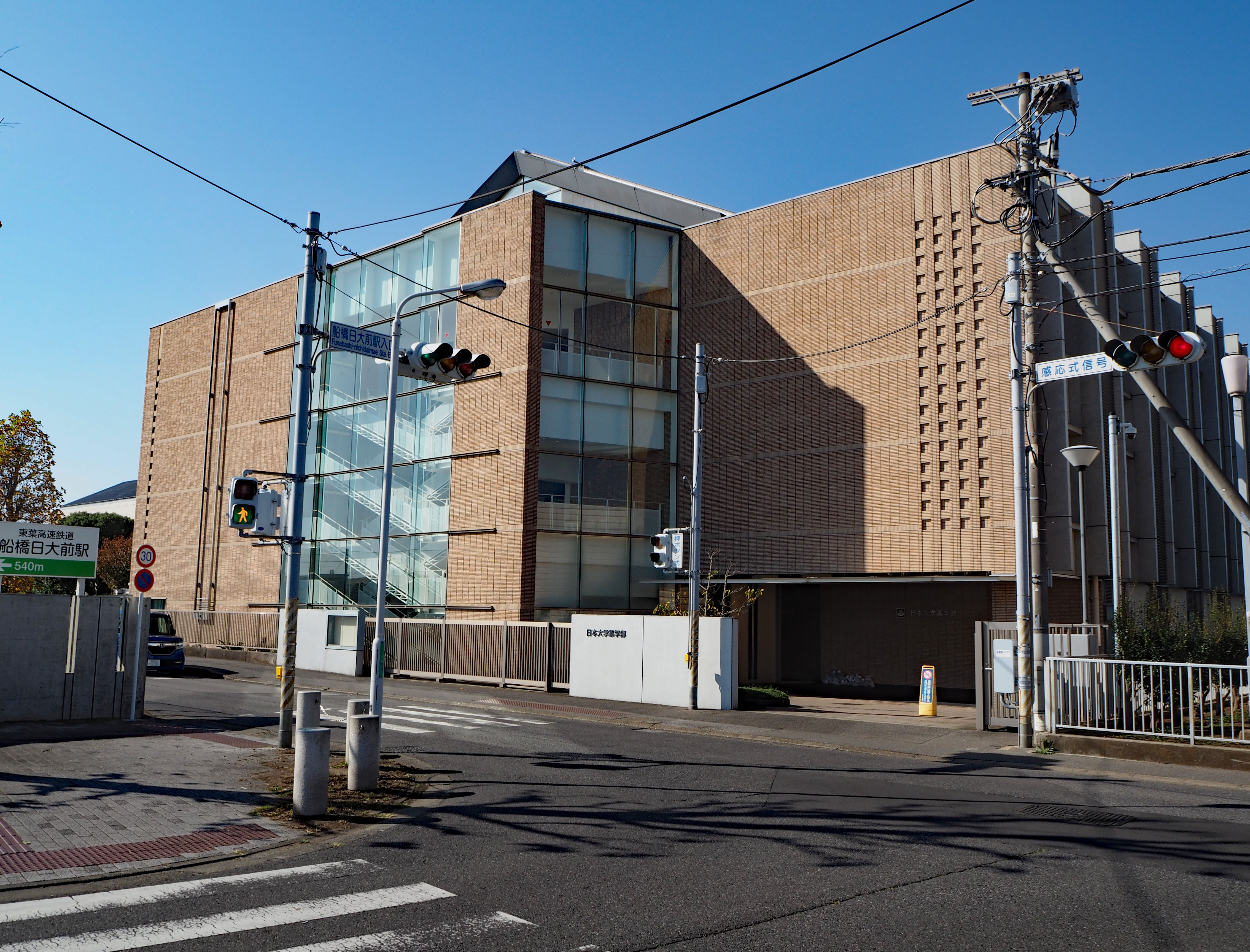
日本大学薬学部・大学院薬学研究科

日本大学薬学部（にほんだいがくやくがくぶ）は、日本大学の学部である。また、薬学研究科（やくがくけんきゅうか）は薬学の理論および応用を教育・研究する大学院の研究科である。所在地は千葉県船橋市。

## 概要
日本大学薬学部は、1952年（昭和27年）に設立され、工科系の知識と技術による薬学教育を行うために、工学部（現・理工学部）内に薬学科を設置したことにはじまる。
その後、医療の付随的な一分野であった薬学科を学部へ移行する文部省の方針もあり、理工学部の薬学科を分離して、1988年（昭和63年）に薬学科・生物薬学科からなる薬学部を創設した。6年制導入時に学科を統合して現在の薬学科となる。
前身は日本大学理工学部薬学科であり、学部設立課程が理工系という珍しい学部となっている。
薬剤師認定制度認証機構より、単位取得・生涯教育の認定制度として2013年（平成25年）3月に認証を受けた。

## 学科
- 薬学科（6年制）

## 大学院
- 薬学研究科

## 場所

### 所在地
- 千葉県船橋市習志野台7-7-1

### 交通
- 東葉高速鉄道「船橋日大前駅」西口から徒歩7分程度。

## 薬学研究所
- 薬用植物園
- 分析センター
- アイソトープセンター
- 実験動物センター
- 遺伝子工学実験室
- ゲノム機能解析センター
- 分子薬学研究センター